# Fimbristylis simulans
Fimbristylis simulans är en halvgräsart som beskrevs av Latz. Fimbristylis simulans ingår i släktet Fimbristylis och familjen halvgräs. Inga underarter finns listade i Catalogue of Life.